# Frontier (supercomputadora)
Frontier u OLCF-5 es una supercomputador localizada en la Instalación de Computación de Liderazgo de Oak Ridge. El rendimiento de cálculo objetivo es de 1.1 exaflops.
Se espera que use una combinación de CPU AMD Epyc y GPU Radeon Instinct.
Es la primera máquina en alcanzar la exaescala, capaz de realizar más de un trillón de operaciones por segundo (1.1 exaflops). 